# Hesticus pictus
Hesticus pictus är en insektsart som beskrevs av Walker 1862. Hesticus pictus ingår i släktet Hesticus och familjen Lophopidae. Inga underarter finns listade i Catalogue of Life.